# Vilhelm Hvalsøe
Frederik Vilhelm Hvalsøe (født 23. maj 1883 i Holbæk, død 3. marts 1958 i København) var en dansk arkitekt.
Hvalsøe var søn af læderhandler Frederik Vilhelm Hvalsøe og Ellen Marie Jensen, blev uddannet murer i 1903 og gik på Kunstakademiet 1905-1916. Han var konsulent for Københavns Kirkefond. Han etablerede sin arkitektvirksomhed sammen med Arthur Wittmaack i 1916. De to har udført en lang række tidstypiske bygninger i og omkring København, der stadig præger byen i dag.
Han var på rejse 1909 i Tyskland og Schweiz, 1921 i Italien og senere på kortere studierejser i det meste af Europa. Hvalsøe deltog i Sommer-OL 1928 i Amsterdam i kategorien arkitektur. Sammen med Wittmaack modtog han diplom på Verdensudstillingen i Bruxelles 1935.
Han blev gift første gang 30. april 1911 i Tarm med Ellen Busch (26. februar 1882 i Bøvling – 21. marts 1943 i København), datter af læge, senere kredslæge Eduard Vilhelm Konstantin Busch og Charlotte Christiane Becher. Anden gang giftede han sig 24. august 1945 med Ninna Larsen (24. december 1905 i Alken), datter af pakhusmester Niels Peter Larsen og Marie Hesthaven Christensen.

## Værker og udstillinger
Alle Hvalsøes udstillinger og byggerier er gennemført fra 1916 sammen med Arthur Wittmaack
(alle i København):

### Offentlige bygninger og enfamiliehuse
- Indre Missions bygning, nu Københavns Kommune, Bernstorffsgade 21 (1916)
- KFUKs bygning, Store Kannikestræde 19 (1. præmie 1916, indviet 1920)
- Axelborg, Vesterbrogade 4 (1. præmie 1917, indviet 1920)
- Dobbelthus, Callisensvej 44-46, Hellerup (1916, præmieret)
- Villa, Norgesmindevej 18, Hellerup (1916, præmieret)
- Villa, Eggersvej 22, Hellerup (1919)[1]
- Absalons Kirke med menighedshus, Sønder Boulevard 73, Vesterbro (1920-34)
- Hans Egedes Kirke med menighedshus, Vardegade 14, Østerbro (1922-32)
- Rækkehusbebyggelse, N. Jespersens Vej 1-25/C.N. Petersens Vej 6-16, 20-38, 25-29, 33-35, 39-53, Frederiksberg (1928)
- Villaer, Normasvej 4, 6 og 8, Frederiksberg (alle 3 1939, præmieret)
- Landbohøjskolens Kollegium, Hostrupsvej 20, Frederiksberg (1944)
- Randbebyggelse for Københavns Idrætspark: Park Teatret, nu Park Bio, med restaurant, portal til Østerbro Stadion, Østerbrogade, Østerbro (1926-28, udsmykning af Axel Poulsen, biografen brændt 1937 og genopført ved samme arkitekter)
- Østerbro Svømmehal, Gunnar Nu Hansens Plads, Østerbro (1928-30, udsmykning af Axel Poulsen, ombygget 1997-2002)
- Fodboldtribune, Øster Allé, Østerbro (nedrevet 1992)
- Tennis- og badmintonhaller i Ryparken
- Sportshal i Sundby Idrætspark, Amager
- Helleruplund Kirke, Bernstorffsvej 73, Hellerup (1955-56)

### Biografteatre
- Boulevard Teatret, Sønder Boulevard 79-81, Vesterbro (1924)
- Park Teatret, nu Park Bio, Østerbrogade (1925-26, udsmykning af Axel Poulsen, biografen brændt 1937 og genopført ved samme arkitekter)
- Odeon Teatret, Fælledvej 6, Nørrebro (1926, brændt og nedrevet)
- Nora Bio, Nørrebrogade 231 (1935, ombygget til butik)
- Toftegaards Bio, Valby (1937, ombygget til supermarked)
- Amager Bio, Amagerbrogade 123, Amagerbro (1939-41, ombygget til spillested)
- Saga Teatret, Vesterbrogade 25 (1941, nedrevet 1997)
- Genopbygning af Kinopalæet, Gammel Kongevej (1950)

### Forretningsbygninger
- Ombygning af A.C. Bangs bygning, Østergade (1924)
- Andels-Anstalten Trygs ejendom, Rosenørns Allé 1 (1927)
- St. Clementshus, Rådhuspladsen 75 (1927)
- Kontorbygning, Vandkunsten 5 (1935)
- Tilbygning (i gården) til Forsikringsselskabet Hafnias hovedsæde, Holmens Kanal 9 (1935)
- Tilbygning til Statsanstalten for Livsforsikring, Tordenskjoldsgade 34 (1936)
- Boghandlernes Hus, Nyropsgade 17-19 (1938)
- Bikubens filial, Toftegårds Allé 42 (1943)
- Hotel Axelborg, Hammerichsgade 2 (1949)

### Beboelsesejendomme
- Viadukten, Valby Langgade 127-41 (1920)
- Amagerbo, Peder Lykkes Vej, Amagerbro (1922-23)
- Smyrnavej 8-34, Amagerbro (1922-23)
- AB Vanløsegaard (1923-24)
- Vennehøj, Amager (1930)
- Vestergaarden, Vigerslev Allé/Kjeldsgårdsvej/Lyshøjgårdvej, Valby (1931)
- Solborgen, Åboulevard/Kleinsgade/Herman Triers Plads 2-6 (1931)
- Bartholomæusgaarden, Torvegade 21-25, Christianshavn (1931-33)
- Tobaksarbejdernes Legat- og Alderdomshjem, Hyrdevangen 3-7, Nordvestkvarteret (1931-32)
- Salvatorgaarden, Torvegade 49-55, Christianshavn (1932)
- Enghavevej 172-84, Vesterbro (1932)
- Enghaven I, Enghavevej/Tranehavevej/Johan Kellers Vej/Edv. Storms Vej, Vesterbro (1932-33)
- Mariendalshave, Ane Katrines Vej/Kronprinsesse Sofies Vej/Borups Allé, Frederiksberg (1933)
- Østerport, Fridtjof Nansens Plads, Østerbro (1934, vinduer ændret)
- Svanemøllebo, Østerbrogade 226-238, Østerbro (1935, vinduer ændret)
- Hermodsgaarden, Haraldsgade/Hermodsgade/Sigurdsgade, Nørrebro (1935-36)
- Taarbækhave, Taarbæk Strandvej 95, Taarbæk (1935-36, ombygget 2007-08)
- Høje Skodsborg, Høje Skodsborgvej 2-28, Skodsborg (1936-37)
- Eltham, Strandvejen 34, 36, 36A og Ved Eltham 1-17, Hellerup (1937)
- Vennelyst, Amagerbrogade/Vermlandsgade, Amagerbro (1938)

Azaleavej 1-14 og Søndre Fasanvej 48-52, Frederiksberg (1938)
- Falkonervænget 1-33, Frederiksberg (1942)
- Postparken, Kastrupvej 201-207, Kastrup (1948)
- Stiftelse for Post- og Telegraffunktionærer, Sallingvej 81A-83B, Vanløse (1948)
- Stiftelse for Handelsrejsende, Mariendalsvej 36, Frederiksberg (1949)
- Smedenes Andelsboligforening, Bredagervej, Tårnby (1950)